# 1997 PE2
1997 PE2 är en asteroid i huvudbältet som upptäcktes 7 augusti 1997 av den amerikanske astronomen Kenneth A. Williams vid Lake Clear-observatoriet.
Asteroiden har en diameter på ungefär 6 kilometer.